# Kraftpost

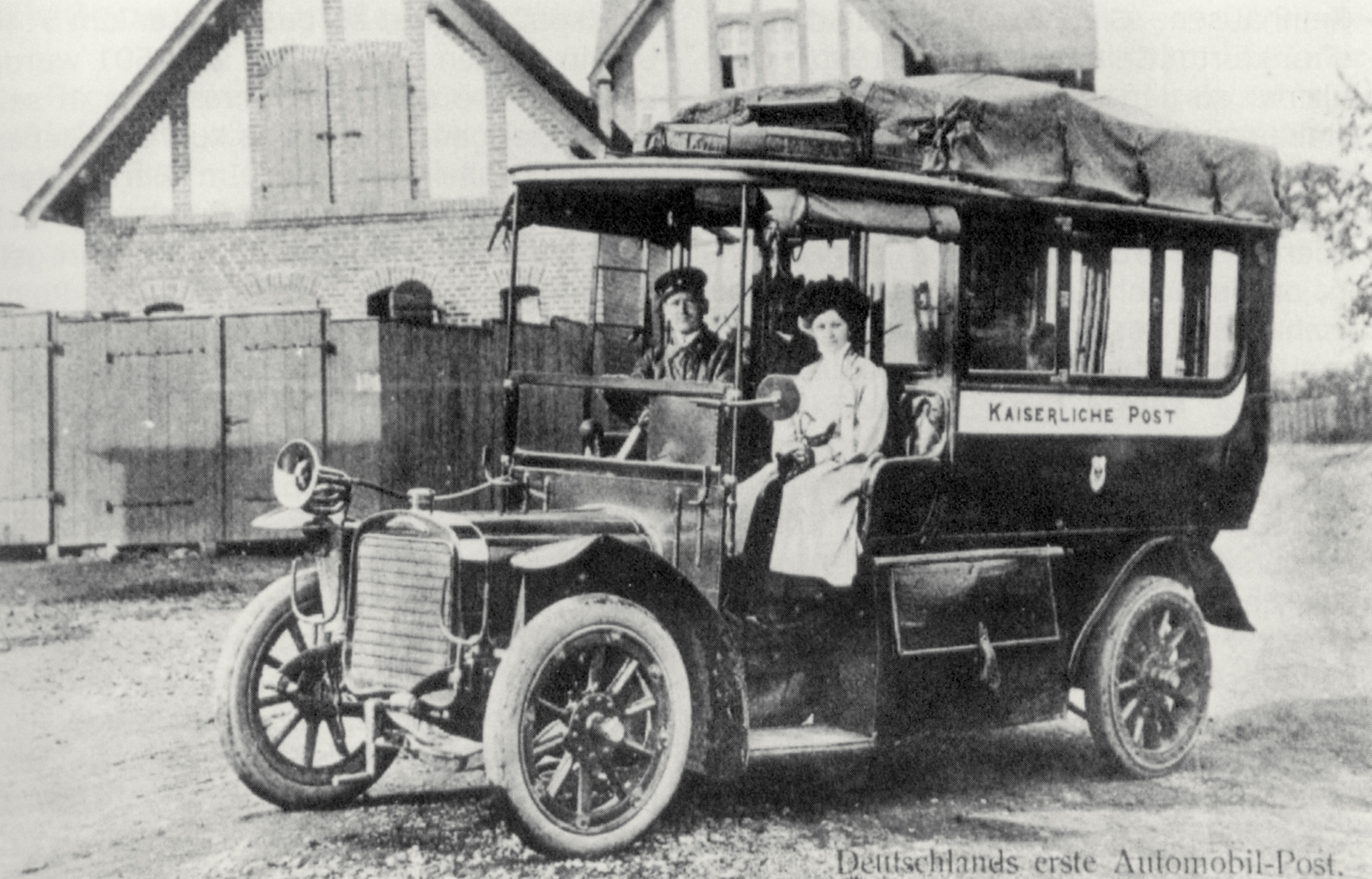
Deutschlands erster Postbus verkehrte ab 1906 zwischen Friedberg (Hessen) und Ranstadt

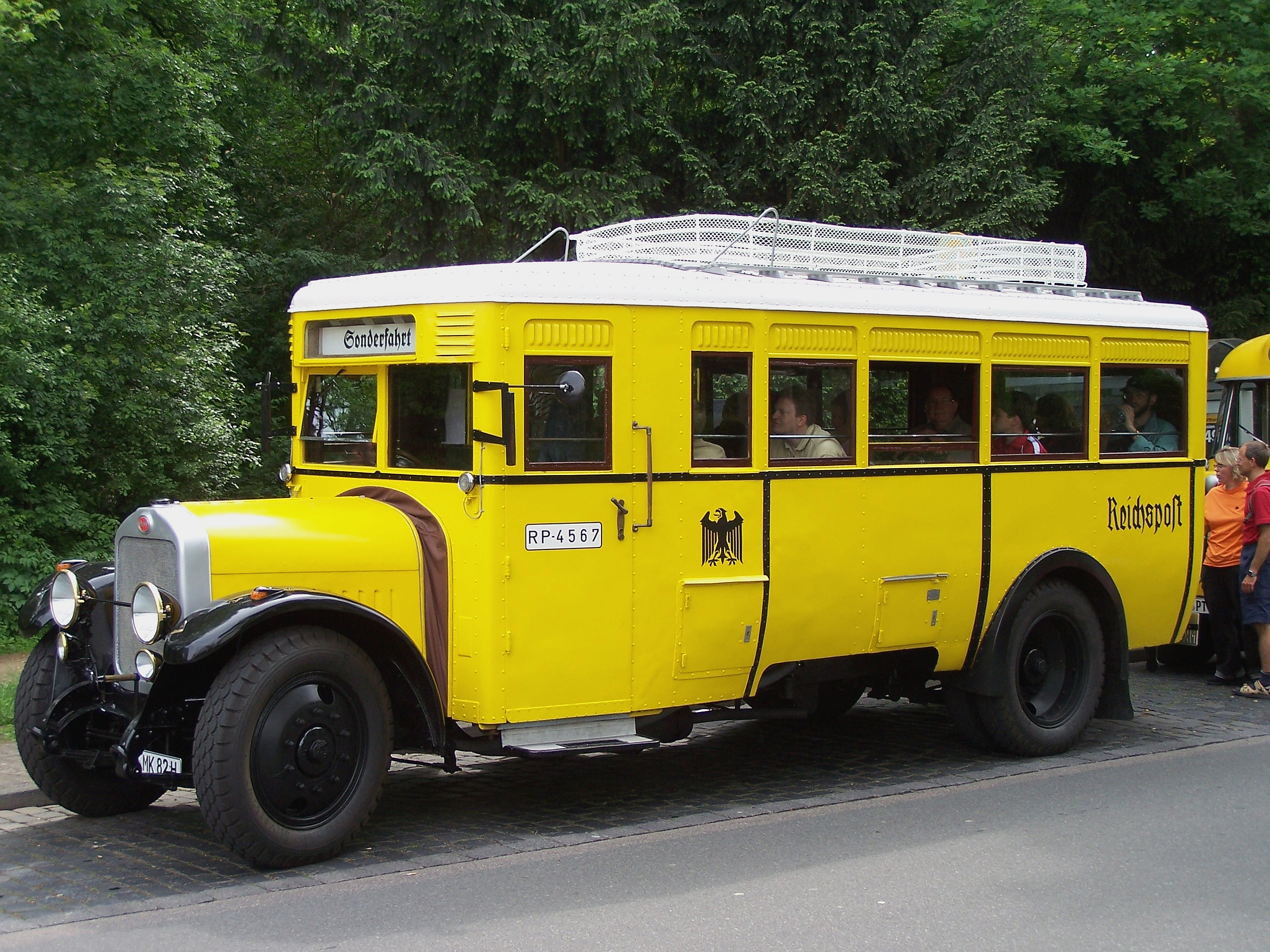
Historischer Postbus von DAAG aus dem Jahr 1925

Das in der Weimarer Republik eingeführte Haltestellenzeichen für Kraftpostlinien

Modifizierte Version aus den 1930er Jahren, jetzt in Reichsfarben

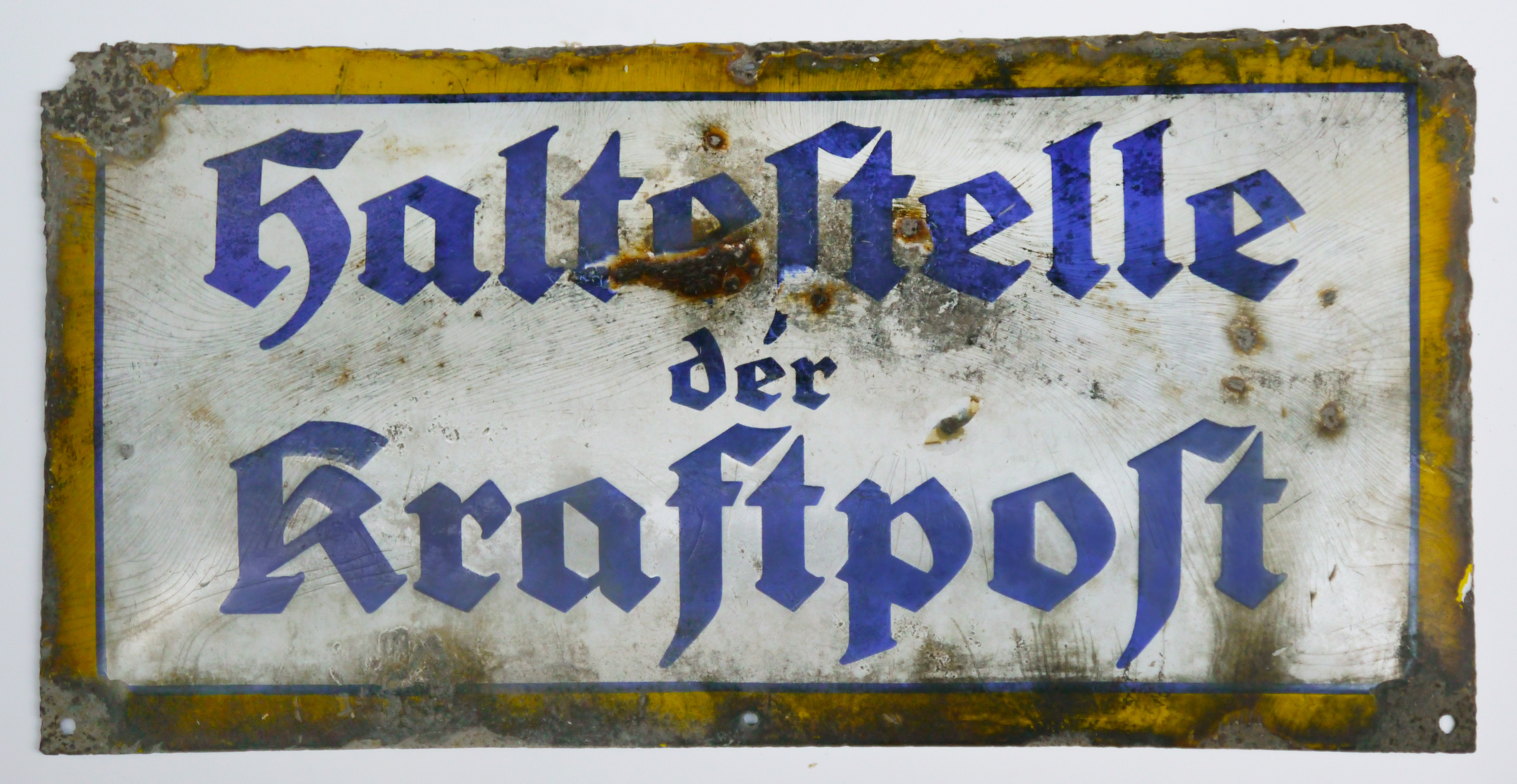
Schild „Haltestelle der Kraftpost“, undatiert

Das bis 1971 aufgestellte Haltestellenzeichen für Kraftpostlinien in den vorgeschriebenen Abmessungen und Farben RAL 1012 (Zitronengelb) und RAL 6002 (Laubgrün)

Als Kraftpost oder Landkraftpost wurde der kombinierte Personen- und Posttransport durch die Deutsche Reichspost beziehungsweise die Deutsche Bundespost in Postbussen als Nachfolger der Postkutsche bezeichnet. Ab 1965 bis zur Einstellung 1985 wurde offiziell die Bezeichnung Postreisedienst verwendet.
Von 2013 bis 2016 war die Deutsche Post AG wieder im Fernbusverkehr unter der Marke Postbus aktiv.

## Geschichte

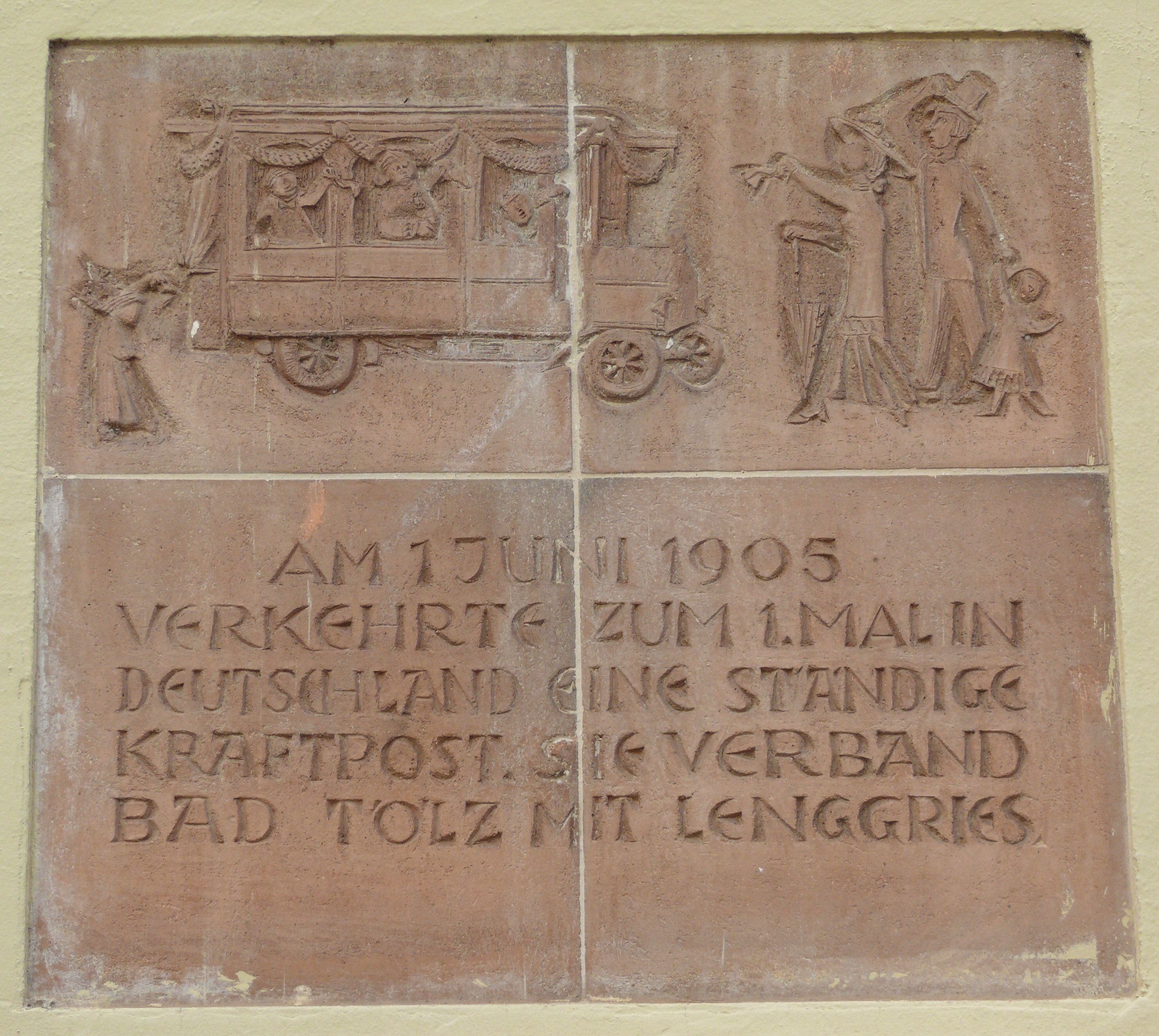
Gedenktafel am Postamt Bad Tölz: erste ständige Kraftpost 1905

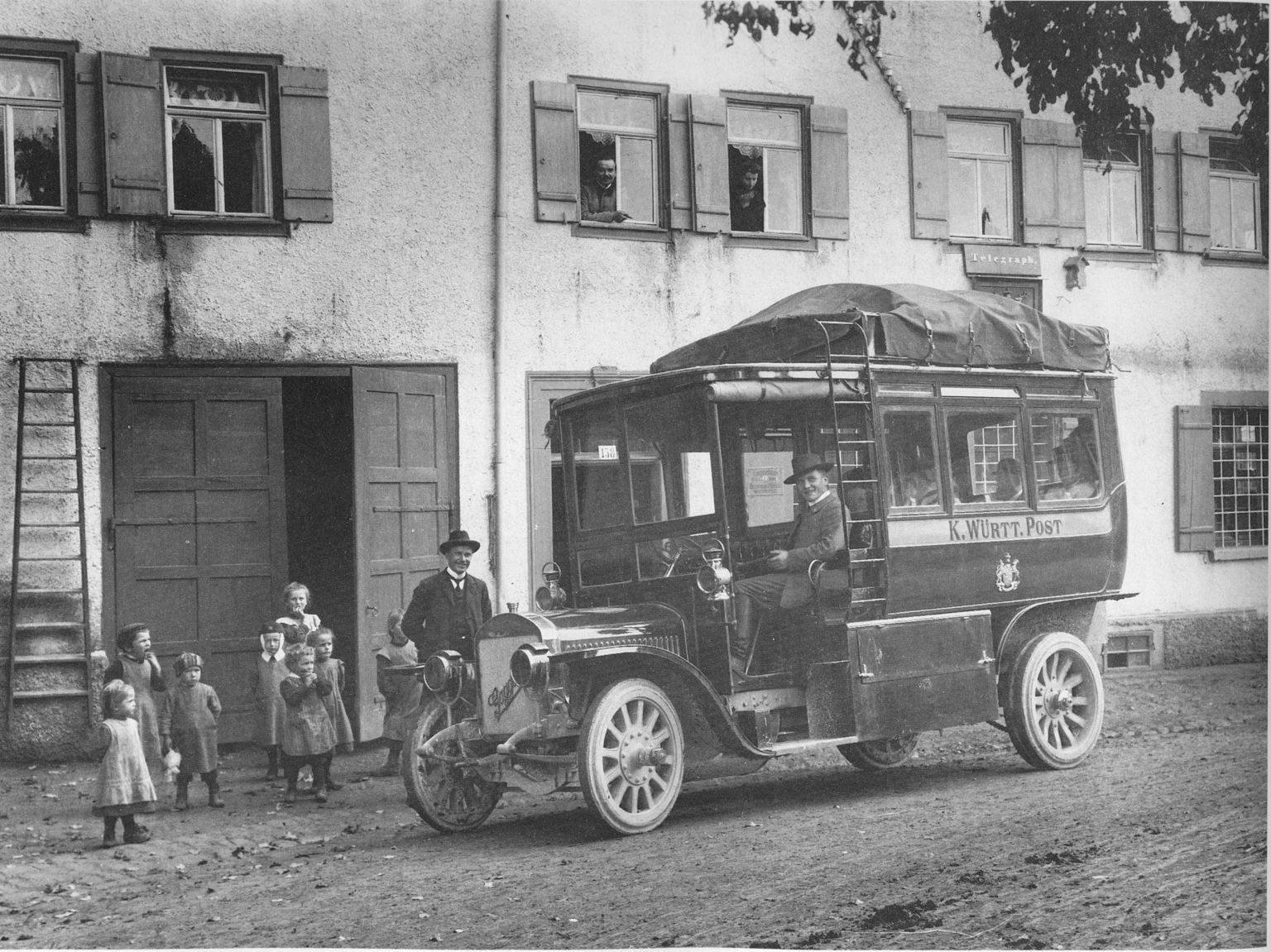
Von der Süddeutschen Automobil-Fabrik Gaggenau hergestellter Postbus in Diensten der Württembergischen Post in Rosenfeld (1909)

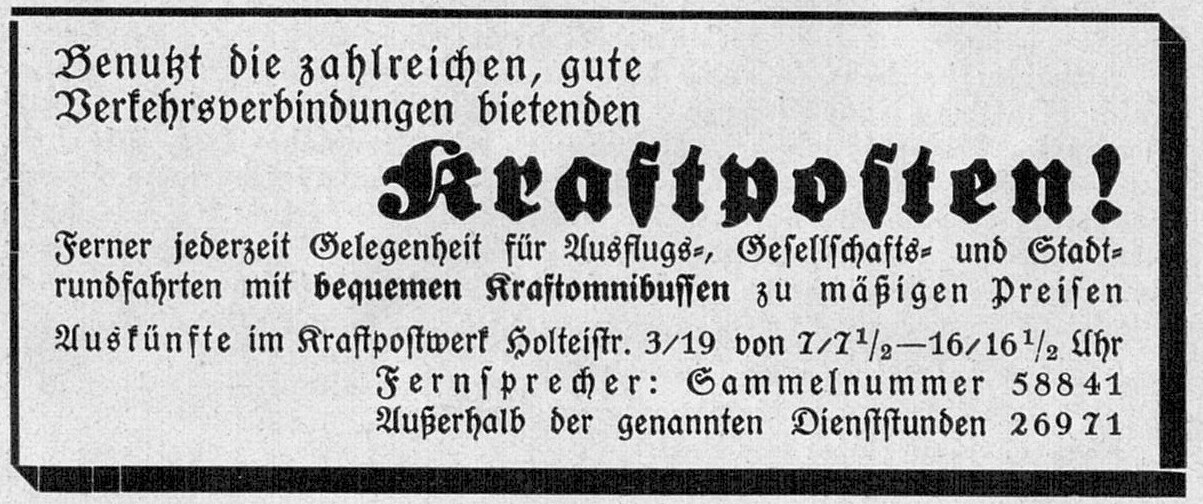
Werbung für die Kraftpost (Breslau, 1929)

### Reichspost bis 1945
Die ersten Schilder „Kraftpost-Haltestelle“ befanden sich an der Strecke Wendeburg–Braunschweig, hatte doch dort am 1. September 1904 die planmäßige Postbeförderung mit dem ersten Büssing-Omnibus begonnen. Die erste Kraftpostlinie in Deutschland wurde von der Postverwaltung des Königreichs Bayern ab dem 1. Juni 1905 zwischen Bad Tölz und Lenggries eingerichtet. Im alten Reichspostgebiet wurde die erste Überlandlinie am 16. Juni 1906 zwischen dem hessischen Friedberg und Ranstadt eingerichtet. Im Einsatz war ein Omnibus aus der Süddeutschen Automobilfabrik Gaggenau (SAG). Die von der Kraftpost eingesetzten Wagen verfügten über rollende Briefkästen, in die Post eingeworfen werden konnte. Nach einer kriegsbedingten Stagnation in der Entwicklung erfuhr die Kraftpost ihre erste Blüte in den 1920er und frühen 1930er Jahren, als mit Kraftpostlinien der ländliche Raum erschlossen wurde. Hierbei gab es ein starkes Nord-Süd-Gefälle, da im norddeutschen Flachland bereits ein dichtes Netz an Eisenbahnstrecken bestand, wohingegen in Süddeutschland Kraftpostbusse in vielen ländlichen Gemeinden die erste Anbindung an größere Verkehrswege darstellten. Die Kraftpost diente auch dem regionalen Gütertransport von Poststücken.
Neben einem dichten Liniennetz wurden auch Ausflugsfahrten veranstaltet. Die so genannte „Deutsche Alpenpost“ war ein wichtiges Verkehrsmittel in den Skigebieten der deutschen Alpen. Weitere Fernlinien in Deutschland (unter anderem Lüneburger Heidepost, Eifelpost, Schwarzwaldpost, Bayerwaldpost) und in die Nachbarländer (Alpen-Adria-Post, Isar-Engadin-Post) kamen hinzu.
Dem deutschen Beispiel folgend waren auch in Österreich und der Schweiz in den Jahren 1906 und 1907 entsprechende Kraftpostlinien eingerichtet worden. Diese werden bis heute unter den Bezeichnungen Postbus (Österreich) und Postauto (Schweiz) betrieben.

### Nach 1945

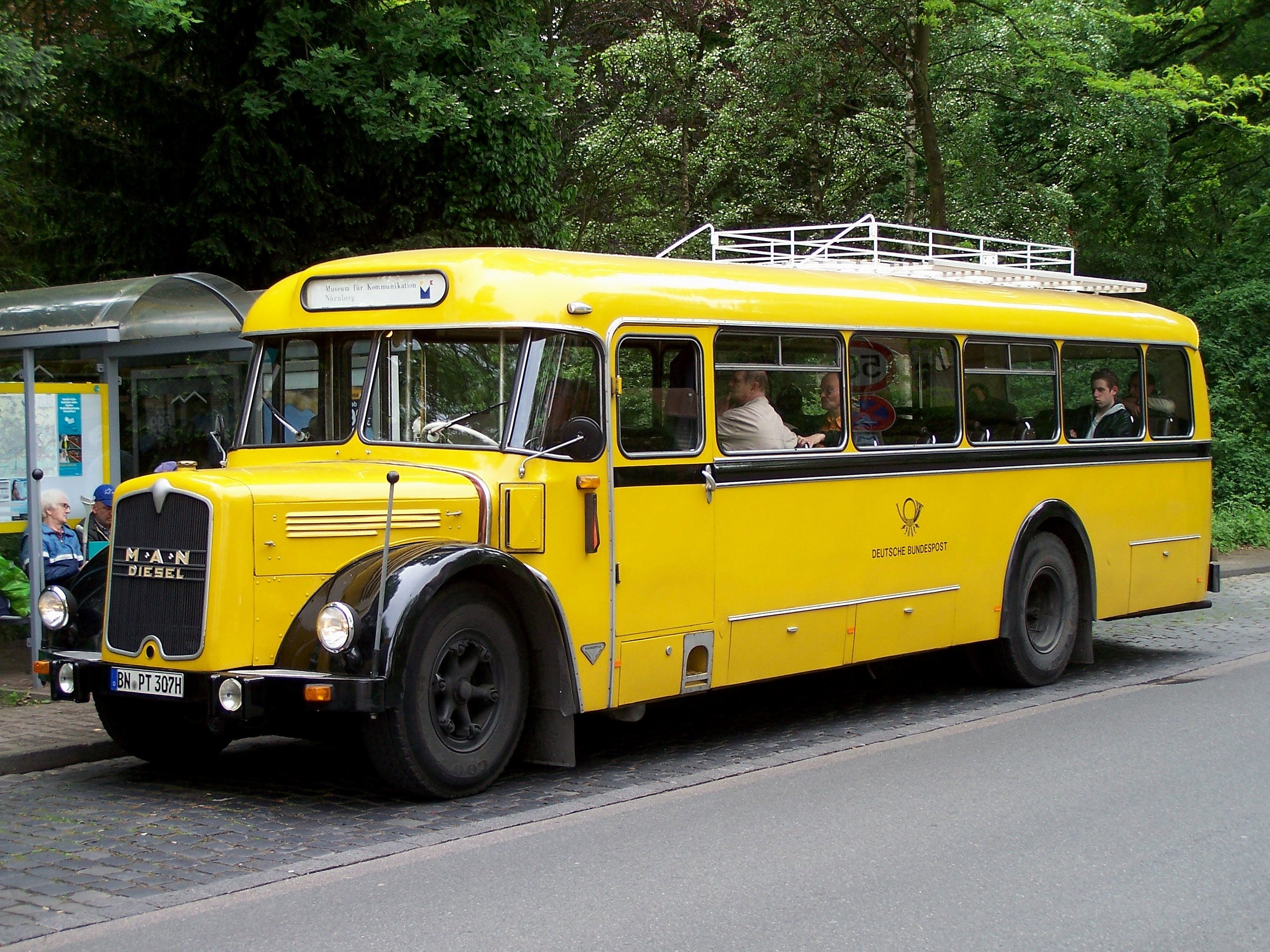
Historischer Postbus von MAN auf einer Sonderfahrt in Frankfurt am Main-Schwanheim

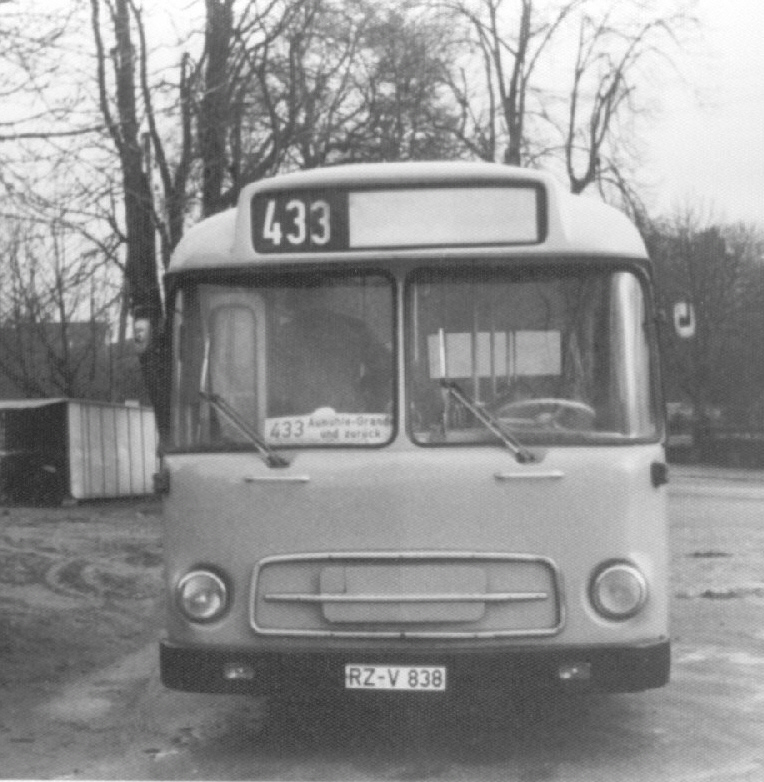
KHD Saturn II eines privaten Unternehmers im Auftrag des Postreisedienstes, Linie Aumühle–Grande, Februar 1975

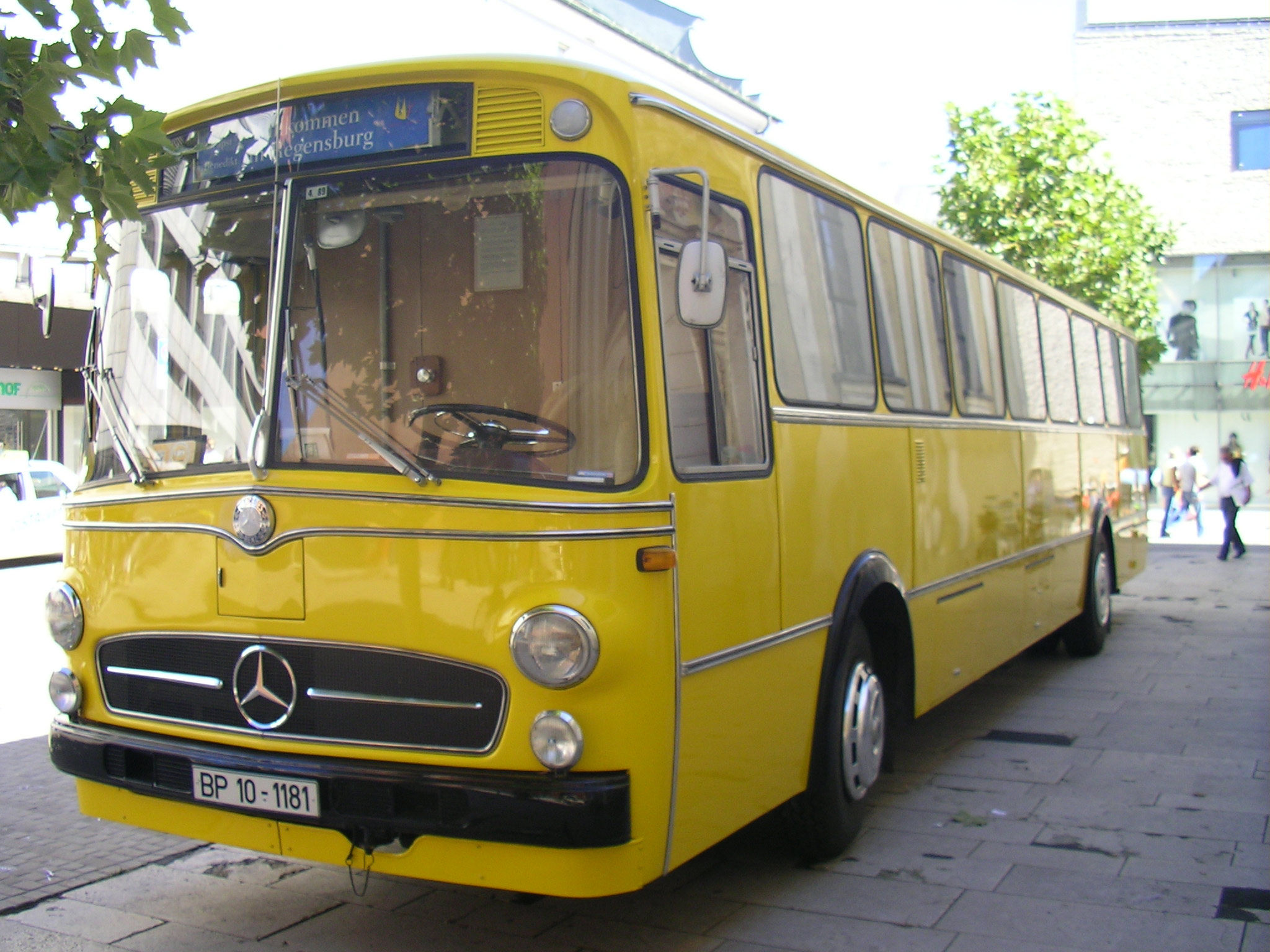
Mercedes-Benz O 317

Auch nach dem Zweiten Weltkrieg wurde in Westdeutschland wieder ein dichtes Streckennetz der Kraftpost aufgebaut. In der DDR endete der Kraftpostdienst 1953 und wurde in volkseigene Kraftverkehrsbetriebe der Bezirke überführt. Gleichwohl wurden noch bis in die 1970er Jahre auf einzelnen Strecken mit geringem Bedarf in Postfahrzeugen nebenbei Personen befördert.
Mitte der 1950er Jahre war die Kraftpost – wie schon in den 1920er und 1930er Jahren – mit über 4000 posteigenen Omnibussen wieder das größte Busunternehmen Europas. Durch den wachsenden Individualverkehr und auch strukturell bedingt begann Ende der 1950er Jahre der wirtschaftliche Niedergang der Postbusse. Auch die Umbenennung in „Postreisedienst“ 1965 konnte diesen nicht beeinflussen. Als gemeinwirtschaftliches Unternehmen war die Deutsche Bundespost auch zur Aufrechterhaltung unwirtschaftlicher Linien verpflichtet. Der Anteil des nicht kostendeckenden Verkehrs mit Schüler- und Sozialtarifen nahm ständig zu.
Vielerorts wurden private Busunternehmer mit dem Betrieb von Postbuslinien beauftragt, vor allem im Saarland, in Schleswig-Holstein und in Niedersachsen.

### Zusammenschluss mit dem Bahnbus
1971 wurden die Bahn- und Postbusse zur Omnibusverkehrsgemeinschaft Bahn/Post mit der Zentralstelle in Frankfurt am Main zusammengeführt, die eine reine Planungsgesellschaft war, während der Betrieb jeweils bei der Deutschen Bundesbahn und der Deutschen Bundespost verblieb. Letztlich war die Omnibusverkehrsgemeinschaft Auslöser für den Übergang des Postreisedienstes auf den Bahnbusdienst der Deutschen Bundesbahn, die ein Busnetz oft parallel, als Ersatz stillgelegter Strecken oder für unrentable Züge, betrieb.
Dennoch hatte der Postreisedienst 1974 mit 435 Millionen Fahrgästen die höchste Beförderungszahl in den 80 Jahren seines Bestehens erreicht. Ziel der Vereinigung war es, den öffentlichen Personennahverkehr mit Bussen wirtschaftlicher zu betreiben und bedarfsgerecht auszubauen.

### Überführung in Regionalbusgesellschaften

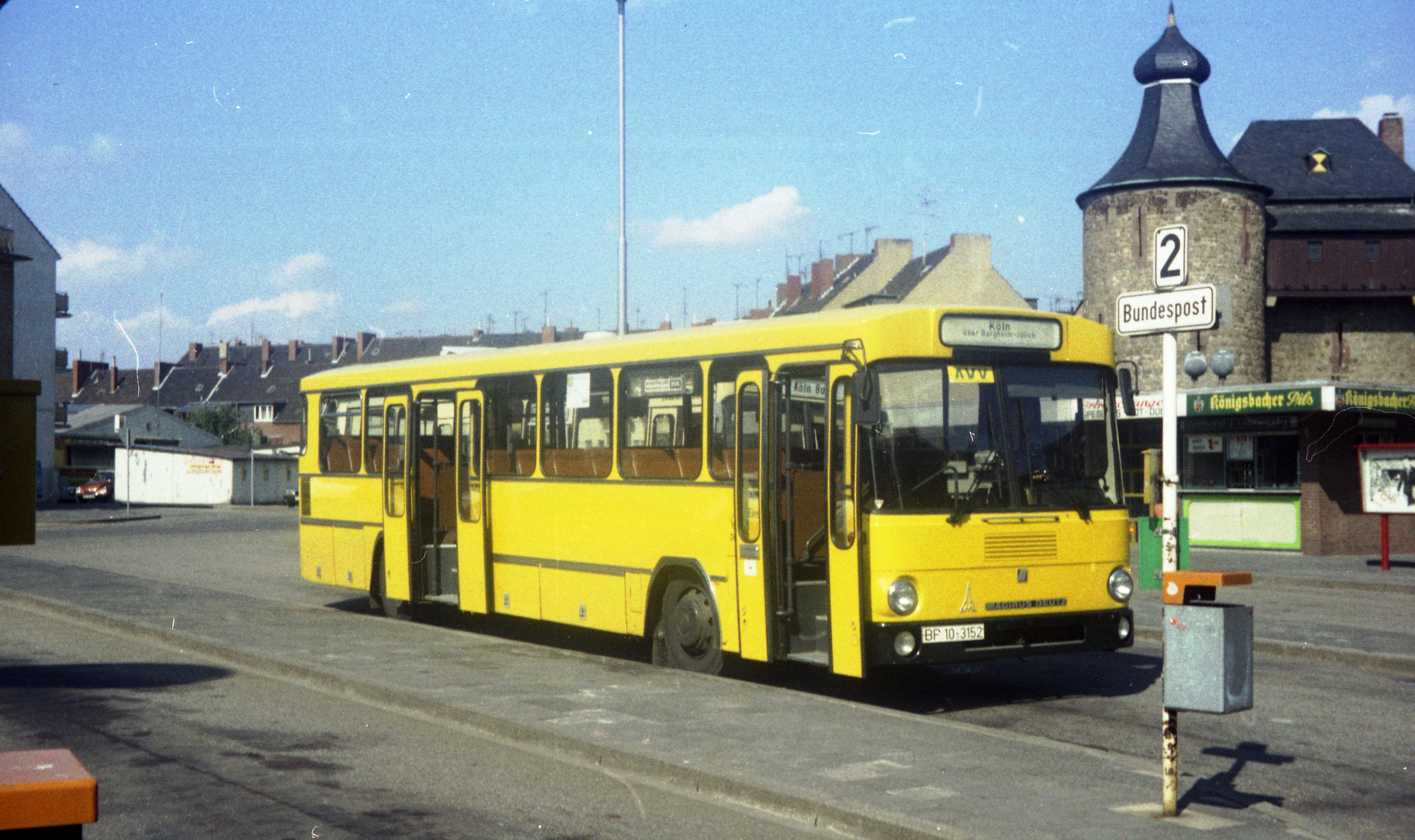
Magirus-Deutz L 117

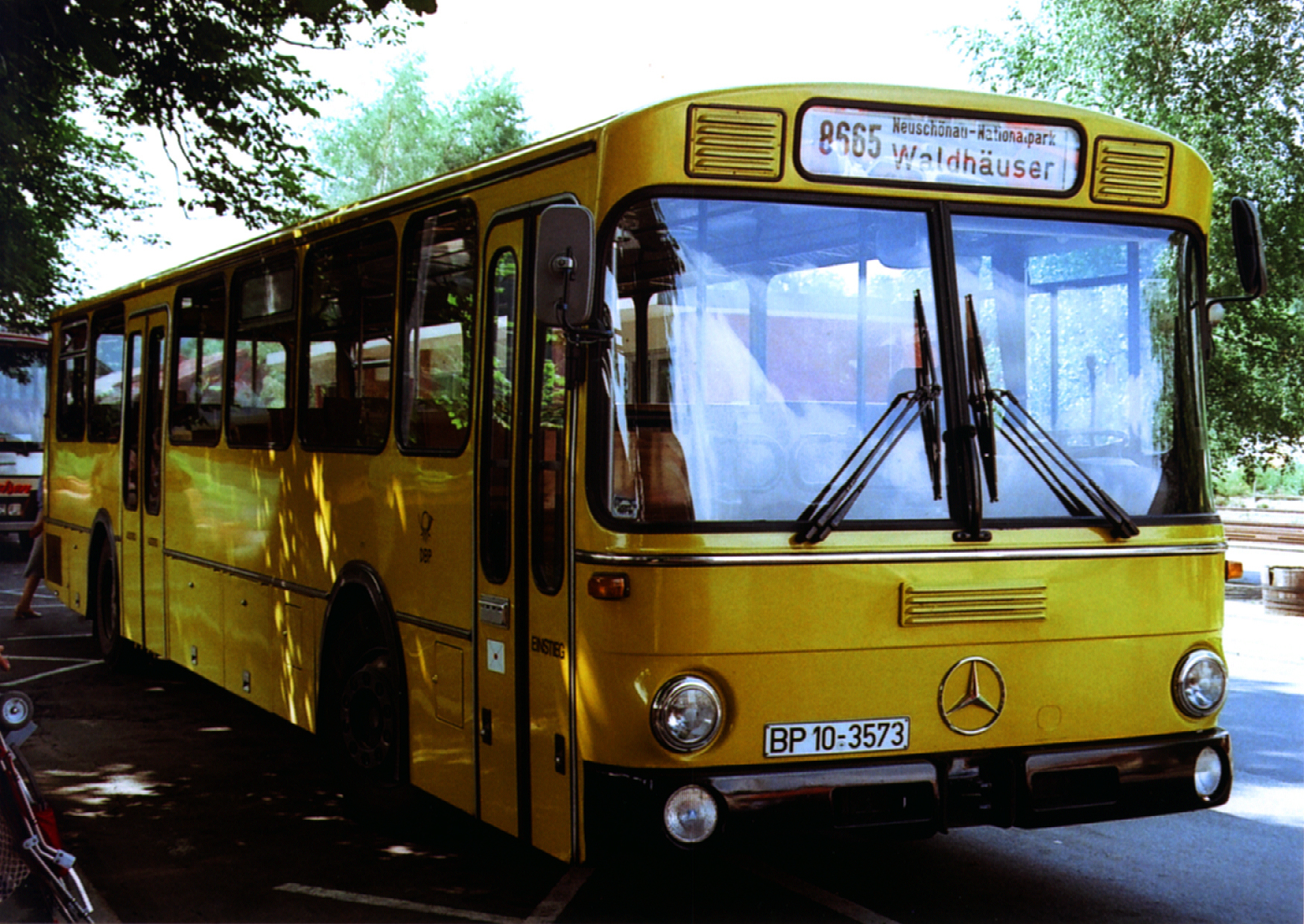
Mercedes-Benz O 307, mit Briefkasten im hinteren Türflügel des Buseinstiegs

Aus Gründen der besseren Wirtschaftlichkeit wurden 1976 zunächst vier gemeinsame Regionalbusgesellschaften (Autokraft Kiel, Regionalverkehr Hannover, KVG Stade, Regionalverkehr Köln) als Pilotvorhaben gegründet. In den übrigen Teilen Deutschlands übernahm die Deutsche Bundesbahn auf Beschluss des Bundeskabinetts vom 25. Juni 1980 zwischen 1981 und 1984 alle von Bahn und Post betriebenen Busdienste unter ihre Regie. In 19 Regionen wurden auf öffentlich-rechtlicher Grundlage regionalisierte, von der übrigen Bahn-Organisation getrennte Busgesellschaften, eingerichtet. Diese wurden als „Geschäftsbereich Bahnbus (GBB) XY“ unter dem Dach der Bahnbus-Holding geführt. Allerdings mit Ausnahme der Region Allgäu: Hier übernahm aufgrund konzessionsrechtlicher Schwierigkeiten (die Bundespost bediente die österreichische Exklave Kleinwalsertal) erst zum 1. Juni 1985 die Regionalverkehr Schwaben-Allgäu (RVA), eine Tochtergesellschaft der Regionalverkehr Oberbayern (RVO) im Allgäu den letzten Teil des noch allein der Bundespost unterstehenden Postreisedienstes im Bundesgebiet.
Die Deutsche Bundespost war bis 1995 an den Regionalbusunternehmen beteiligt. Diese waren unter dem Dach der Unternehmensgruppe „Vereinigte Bundesverkehrsbetriebe GmbH“ (VBG) zusammengeschlossen. Gesellschafter der VBG waren die Deutsche Bundesbahn und die Deutsche Bundespost (ab 1994 die Deutsche Bahn AG und ab 1995 die „Postdienst Beteiligungs-GmbH“ (PDB)).
Mit der Postreform 1995 endete die Ära, die bereits zehn Jahre zuvor mit der Übergabe der letzten gelben Postomnibusse für die Öffentlichkeit sichtbar zu Ende gegangen war. Die letzten von der Bundespost in den 1980er Jahren beschafften Fahrzeuge waren noch bis in die 1990er Jahre bei den Nachfolgeunternehmen im Einsatz, nach äußerlicher Anpassung oftmals nur noch an der gelben Lackierung im Fahrzeuginneren erkennbar. 
Die Regionalbusgesellschaften sind heute in die Unternehmensgruppe Deutsche Bahn unter dem Dach der Tochtergesellschaft „DB Regio AG“ integriert. Die vier Regionalbusgesellschaften Regionalverkehr Köln (RVK), RegioBus Hannover (RVH), KVG Stade sowie die Regionalbus Augsburg (RBA) waren schon bis 1995 an öffentliche oder private Verkehrsunternehmen und kommunale Gebietskörperschaften verkauft worden.
Endgültig ging die Geschichte des Reisediensts der Deutschen Bundespost jedoch erst im Januar 2006 zu Ende, als mit Peter Brandl der letzte Beamte des Postreisediensts pensioniert wurde, der bis zuletzt als Busfahrer Dienst tat. Fünf Ingolstädter Postbusfahrer erkämpften sich bei der Übernahme der Postbuslinie Ingolstadt–Beilngries durch die Deutsche Bundesbahn eine Sonderregelung, nach der sie weiterhin Postbeamte blieben, jedoch fortan in Bahnbussen zwischen Ingolstadt und Beilngries Dienst taten. Diese Regelung blieb auch bestehen, als der regionale Bahnbusbetrieb Regionalbus Augsburg (RBA) privatisiert wurde.

### Postbus-Fernlinien im 21. Jahrhundert

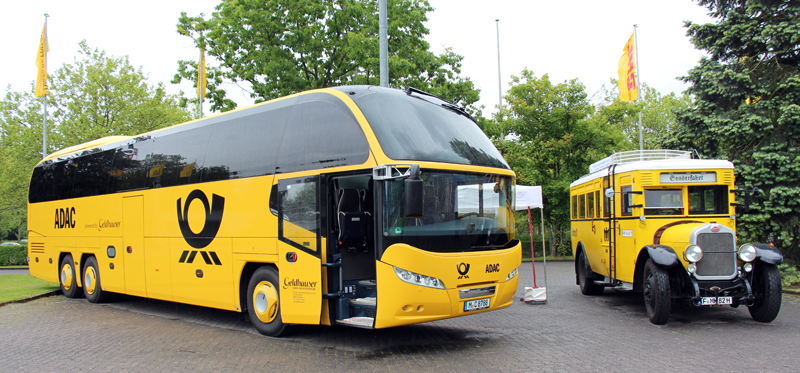
ADAC-Postbus neben dem historischen Kraftpostbus

Die Deutsche Post und der ADAC begannen im Oktober 2013 mit dem Aufbau eines deutschlandweiten Fernbusnetzes. Der Postbus startete mit zwei täglichen Verbindungen von Köln nach München. Später stieg der ADAC aus dieser Kooperation aus, so dass die Deutsche Post nun wieder unter der Marke Postbus ein eigenes Fernbusliniennetz betrieb, bis im August 2016 Flixbus diese übernahm.

## Rechtliche Grundlagen
Die Beförderung von Fahrgästen im Postreisedienst erfolgte auf Basis der Postreiseordnung und damit in einem öffentlich-rechtlichen Benutzungsverhältnis. Hierin lag auch der wesentliche Unterschied zu einem Bahnbus und dem späteren Unternehmen Postbus, da dort die Beförderung von Fahrgästen auf Basis privatrechtlicher Beförderungsverträge erfolgte.

## Fahrzeugpark
Zum Einsatz im ursprünglichen Kraftpostdienst kamen Fahrzeuge fast aller deutschen Hersteller, darunter Büssing, DAAG, Krauss-Maffei, Daimler-Benz, Magirus-Deutz und MAN. In den 1970er Jahren setzten sich standardisierte Überlandbusse (StÜLB) durch, die als Besonderheit aber mit einem Briefkasten (meistens im vorderen Türbereich) versehen waren. Im Gegensatz zu den Bahnbussen blieben Busse der Marke Kässbohrer Setra aber Einzelstücke, die nur durch den Kauf kleinerer Omnibusbetriebe den Weg zur Bundespost fanden. Ab den 1960er Jahren wurden im Zuge der sogenannten Typenbereinigung zur Senkung der Instandhaltungskosten in den jeweiligen Oberpostdirektionen nur noch Wagen eines Herstellers beschafft: im Norden der Bundesrepublik bis auf Höhe Düsseldorf, Sauerland, Siegerland und Harz hauptsächlich Büssing, später MAN (zu einem geringen Prozentsatz in den 1960er Jahren noch Daimler-Benz), bis zur Achse Saarland, Ludwigshafen und Wiesbaden/Frankfurt überwiegend Magirus-Deutz und je nach Kraftpoststelle schon einmal die Hälfte Daimler-Benz dabei, südlich der Achse Frankfurt, Darmstadt, Heidelberg, Ludwigshafen fast ausschließlich Daimler-Benz, in den 1960er Jahren in Bayern vereinzelt einige MAN-Modelle, später MAN-Büssing-Modelle.
Um den Mangel an Fahrzeugen nach dem Zweiten Weltkrieg zu lindern, wurden mit Billigung der Ortskommandanten auch defekte Mack Lkw der US Army repariert und von der Deutschen Reichspost als provisorische Postbusse in der unmittelbaren Nachkriegszeit eingesetzt.

## Sonderpostwertzeichen
Im Jubiläumsjahr 2005 („Einrichtung der ersten deutschen Kraftpost vor 100 Jahren“) ist am 12. Mai ein Sonderpostwertzeichen zur Erinnerung an die Kraftpost erschienen. Der Postbus wurde auch sonst häufiger als Briefmarkenmotiv verwendet.

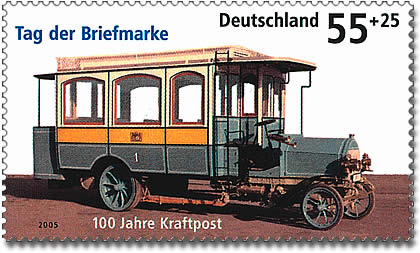
55+25-Cent-Zuschlagswert der Bundesrepublik Deutschland 2005 zum Tag der Briefmarke („100 Jahre Kraftpost“)